# Seznam naučných stezek v okrese Česká Lípa
Seznam naučných stezek v okrese Česká Lípa zahrnuje naučné stezky, které jsou celé či alespoň svou částí na ploše okresu Česká Lípa v Libereckém kraji. 
| Název stezky                                         | Místo                   | Založeno | Délka (km) | Počet zastavení | Fotka |
| ---------------------------------------------------- | ----------------------- | -------- | ---------- | --------------- | ----- |
| Beškovský les                                        | Beškov                  | 2011     | 1,6        | 9               |       |
| Brazilka                                             | Dolní Světlá (Mařenice) | 1999     | 0,7        | 4               |       |
| Hubertova naučná stezka                              | Česká Lípa              | 2004     | 2          | nečíslováno     |       |
| Naučná a interaktivní stezka ve Sloupu v Čechách     | Sloup v Čechách         | 2014     | 2          | 5               |       |
| Naučná Máchova stezka                                | Doksy                   | 2011     | 14         | 17              |       |
| Naučná stezka Dubsko - Kokořínsko                    | Dubá                    | 2007     | 10         | 8               |       |
| Naučná stezka Historie těžby uranu                   | Stráž pod Ralskem       |          |            |                 |       |
| Naučná stezka Jánské kameny                          | Krompach                | 2006     | 1          | 4               |       |
| Naučná stezka Jeřáb                                  | Hradčany (Ralsko)       | 2008     | 3,5        | 8               |       |
| Naučná stezka Okolím Studence                        | Česká Kamenice          | 2002     | 22,5       | 20              |       |
| Naučná stezka Okolím křížové cesty                   | Kamenický Šenov         | 2011     | 2          | 8               |       |
| Naučná stezka Peklo                                  | Česká Lípa              |          | 4          | 10              |       |
| Naučná stezka po památkách obce Skalice u České Lípy | Skalice u České Lípy    |          |            | 12              |       |
| Naučná stezka Ralsko                                 | Mimoň                   | 2006     | zrušena    | zrušena         |       |
| Naučná stezka Swamp                                  | Doksy                   | 2010     | 15         |                 |       |
| Naučná stezka Špičák (okres Česká Lípa)              | Česká Lípa              | 2008     | 1,5        | nečíslováno     |       |
| Naučná stezka Údolí pod Klíčem                       | Svor                    | 2007     |            | 6               |       |
| Naučná stezka Zákupy                                 | Zákupy                  | 2004     |            | nečíslováno     |       |
| Naučná stezka Za polevskými obry                     | Polevsko                | 2013     | 4,3        | 5               |       |
| Naučná stezka Žizníkovský rybník                     | Žizníkov                | 2013     |            | nečíslováno     |       |
| Po stopách sklářského řemesla v Novém Boru           | Nový Bor                | 2014     | 5          | 17              |       |
| Poutní cesta Mimoň                                   | Mimoň                   | 2007     | 2          | 9               |       |
| Se Čtyřlístkem okolo Blaťáku                         | Doksy                   | 2012     | 15         | 3               |       |
| Stezka hastrmanů                                     | Brniště                 | 2011     | 6          | 11              |       |
| Naučná stezka Po stopách války roku 1866             | Mimoň, Kuřívody         | 2009     | 82,5       | 11              |       |
| Naučná stezka Lesem Borek                            |                         |          |            |                 |       |